# Vuelta al País Vasco 2021
La 60.ª edición de la Vuelta al País Vasco (oficialmente: Itzulia Basque Country) fue una carrera de ciclismo en ruta por etapas que se celebró entre el 5 y el 10 de abril de 2021 con inicio en la ciudad de Bilbao y final en el monte Arrate situado sobre la ciudad de Éibar en España. El recorrido consta de un total de 6 etapas sobre una distancia total de 797,7 kilómetros
La carrera formó parte del circuito UCI WorldTour 2021, calendario ciclístico de máximo nivel mundial, siendo la décima tercera carrera de dicho circuito y fue ganada por el esloveno Primož Roglič del Jumbo-Visma. Completaron el podio, como segundo y tercer clasificado respectivamente, el danés Jonas Vingegaard, compañero de equipo del vencedor, y el también esloveno Tadej Pogačar del UAE Emirates.

## Equipos participantes
Tomaron parte en la carrera 24 equipos: 19 de categoría UCI WorldTeam y 5 de categoría UCI ProTeam. Formaron así un pelotón de 165 ciclistas de los que acabaron 103. Los equipos participantes fueron:
| WorldTeams (19)- AG2R Citroën Team - Astana-Premier Tech - Bahrain Victorious - Bora-Hansgrohe - Cofidis - Deceuninck-Quick Step - EF Education-Nippo - Groupama-FDJ - Ineos Grenadiers - Intermarché-Wanty-Gobert Matériaux - Israel Start-Up Nation - Jumbo-Visma - Lotto Soudal - Movistar Team - Qhubeka Assos - Team BikeExchange - Team DSM - Trek-Segafredo - UAE Team Emirates ProTeams (5)- Burgos-BH - Caja Rural-Seguros RGA - Euskaltel-Euskadi - Equipo Kern Pharma - Total Direct Énergie |
| |

## Recorrido
La Vuelta al País Vasco dispuso de seis etapas divididas en una cronoescalada individual en la primera etapa, cuatro etapas de media montaña, y una etapa de alta montaña para un recorrido total de 797,7 kilómetros. La ruta incluye el ascenso a 22 puertos de montaña: cinco de 1ª categoría, dos de 2ª categoría y quince de 3ª categoría.
| Etapa     | Fecha     | Recorrido               | type                   | Distancia (km) | Desnivel (m) | Ganador       | Líder           |
| --------- | --------- | ----------------------- | ---------------------- | -------------- | ------------ | ------------- | --------------- |
| 1.ª etapa | 5 de abr  | Bilbao – Bilbao         | cronoescalada          | 13,9           | 231 m        | Primož Roglič | Primož Roglič   |
| 2.ª etapa | 6 de abr  | Zalla – Sestao          | etapa escarpada        | 154,8          | 2512 m       | Alex Aranburu | Primož Roglič   |
| 3.ª etapa | 7 de abr  | Amurrio – Llodio        | etapa de media montaña | 167,7          | 2608 m       | Tadej Pogačar | Primož Roglič   |
| 4.ª etapa | 8 de abr  | Vitoria – Fuenterrabía  | etapa escarpada        | 189,2          | 2655 m       | Ion Izagirre  | Brandon McNulty |
| 5.ª etapa | 9 de abr  | Fuenterrabía – Ondárroa | etapa escarpada        | 160,2          | 2260 m       | Mikkel Honoré | Brandon McNulty |
| 6.ª etapa | 10 de abr | Ondárroa – Arrate       | etapa de montaña       | 111,9          | 3252 m       | David Gaudu   | Primož Roglič   |

## Desarrollo de la carrera

### 1.ª etapa
| Bilbao - Bilbao | cronoescalada | (13,9 km) |

| \| Clasificación de la etapa \| Clasificación de la etapa \| Clasificación de la etapa \| Clasificación de la etapa \| Clasificación de la etapa \| \| Ciclista \| Ciclista \| Equipo \| Tiempo \| \| \| ------------------------- \| ------------------------- \| ------------------------- \| ------------------------- \| ------------------------- \| \| 1.º \| Primož Roglič \| Jumbo-Visma \| 17 min 17 s \| \| \| 2.º \| Brandon McNulty \| UAE Team Emirates \| + 2 s \| \| \| 3.º \| Jonas Vingegaard \| Jumbo-Visma \| + 18 s \| \| \| 4.º \| Tobias Foss \| Jumbo-Visma \| + 24 s \| \| \| 5.º \| Tadej Pogačar \| UAE Team Emirates \| + 28 s \| \| \| 6.º \| Adam Yates \| Ineos Grenadiers \| + 28 s \| \| \| 7.º \| Patrick Bevin \| Israel Start-Up Nation \| + 28 s \| \| \| 8.º \| Ide Schelling \| Bora-Hansgrohe \| + 29 s \| \| \| 9.º \| Alex Aranburu \| Astana-Premier Tech \| + 30 s \| \| \| 10.º \| Maximilian Schachmann \| Bora-Hansgrohe \| + 31 s \| \| |                       |                        |             |
| |                       |                        |             |
| Fuente: ProCyclingStats |                       |                        |             |
| Clasificación de la etapa |                       |                        |             |
| Ciclista | Ciclista              | Equipo                 | Tiempo      |
| 1.º | Primož Roglič         | Jumbo-Visma            | 17 min 17 s |
| 2.º | Brandon McNulty       | UAE Team Emirates      | + 2 s       |
| 3.º | Jonas Vingegaard      | Jumbo-Visma            | + 18 s      |
| 4.º | Tobias Foss           | Jumbo-Visma            | + 24 s      |
| 5.º | Tadej Pogačar         | UAE Team Emirates      | + 28 s      |
| 6.º | Adam Yates            | Ineos Grenadiers       | + 28 s      |
| 7.º | Patrick Bevin         | Israel Start-Up Nation | + 28 s      |
| 8.º | Ide Schelling         | Bora-Hansgrohe         | + 29 s      |
| 9.º | Alex Aranburu         | Astana-Premier Tech    | + 30 s      |
| 10.º | Maximilian Schachmann | Bora-Hansgrohe         | + 31 s      |

| \| Clasificación general \| Clasificación general \| Clasificación general \| Clasificación general \| Clasificación general \| \| Ciclista \| Ciclista \| Equipo \| Tiempo \| \| \| --------------------- \| --------------------- \| ---------------------- \| --------------------- \| --------------------- \| \| 1.º \| Primož Roglič \| Jumbo-Visma \| 17 min 17 s \| \| \| 2.º \| Brandon McNulty \| UAE Team Emirates \| + 2 s \| \| \| 3.º \| Jonas Vingegaard \| Jumbo-Visma \| + 18 s \| \| \| 4.º \| Tobias Foss \| Jumbo-Visma \| + 24 s \| \| \| 5.º \| Tadej Pogačar \| UAE Team Emirates \| + 28 s \| \| \| 6.º \| Adam Yates \| Ineos Grenadiers \| + 28 s \| \| \| 7.º \| Patrick Bevin \| Israel Start-Up Nation \| + 28 s \| \| \| 8.º \| Ide Schelling \| Bora-Hansgrohe \| + 29 s \| \| \| 9.º \| Alex Aranburu \| Astana-Premier Tech \| + 30 s \| \| \| 10.º \| Maximilian Schachmann \| Bora-Hansgrohe \| + 31 s \| \| |                       |                        |             |
| |                       |                        |             |
| Fuente: ProCyclingStats |                       |                        |             |
| Clasificación general |                       |                        |             |
| Ciclista | Ciclista              | Equipo                 | Tiempo      |
| 1.º | Primož Roglič         | Jumbo-Visma            | 17 min 17 s |
| 2.º | Brandon McNulty       | UAE Team Emirates      | + 2 s       |
| 3.º | Jonas Vingegaard      | Jumbo-Visma            | + 18 s      |
| 4.º | Tobias Foss           | Jumbo-Visma            | + 24 s      |
| 5.º | Tadej Pogačar         | UAE Team Emirates      | + 28 s      |
| 6.º | Adam Yates            | Ineos Grenadiers       | + 28 s      |
| 7.º | Patrick Bevin         | Israel Start-Up Nation | + 28 s      |
| 8.º | Ide Schelling         | Bora-Hansgrohe         | + 29 s      |
| 9.º | Alex Aranburu         | Astana-Premier Tech    | + 30 s      |
| 10.º | Maximilian Schachmann | Bora-Hansgrohe         | + 31 s      |

### 2.ª etapa
| Zalla - Sestao | etapa escarpada | (154,8 km) |

| \| Clasificación de la etapa \| Clasificación de la etapa \| Clasificación de la etapa \| Clasificación de la etapa \| Clasificación de la etapa \| \| Ciclista \| Ciclista \| Equipo \| Tiempo \| \| \| ------------------------- \| ------------------------- \| ------------------------- \| ------------------------- \| ------------------------- \| \| 1.º \| Alex Aranburu \| Astana-Premier Tech \| 3 h 45 min 32 s \| \| \| 2.º \| Omar Fraile \| Astana-Premier Tech \| + 15 s \| \| \| 3.º \| Tadej Pogačar \| UAE Team Emirates \| + 15 s \| \| \| 4.º \| David Gaudu \| Groupama-FDJ \| + 15 s \| \| \| 5.º \| Michael Woods \| Israel Start-Up Nation \| + 15 s \| \| \| 6.º \| Primož Roglič \| Jumbo-Visma \| + 15 s \| \| \| 7.º \| Maximilian Schachmann \| Bora-Hansgrohe \| + 15 s \| \| \| 8.º \| Mikel Landa \| Bahrain Victorious \| + 15 s \| \| \| 9.º \| Sergio Higuita \| EF Education-Nippo \| + 15 s \| \| \| 10.º \| Alejandro Valverde \| Movistar Team \| + 15 s \| \| |                       |                        |                 |
| |                       |                        |                 |
| Fuente: ProCyclingStats |                       |                        |                 |
| Clasificación de la etapa |                       |                        |                 |
| Ciclista | Ciclista              | Equipo                 | Tiempo          |
| 1.º | Alex Aranburu         | Astana-Premier Tech    | 3 h 45 min 32 s |
| 2.º | Omar Fraile           | Astana-Premier Tech    | + 15 s          |
| 3.º | Tadej Pogačar         | UAE Team Emirates      | + 15 s          |
| 4.º | David Gaudu           | Groupama-FDJ           | + 15 s          |
| 5.º | Michael Woods         | Israel Start-Up Nation | + 15 s          |
| 6.º | Primož Roglič         | Jumbo-Visma            | + 15 s          |
| 7.º | Maximilian Schachmann | Bora-Hansgrohe         | + 15 s          |
| 8.º | Mikel Landa           | Bahrain Victorious     | + 15 s          |
| 9.º | Sergio Higuita        | EF Education-Nippo     | + 15 s          |
| 10.º | Alejandro Valverde    | Movistar Team          | + 15 s          |

| \| Clasificación general \| Clasificación general \| Clasificación general \| Clasificación general \| Clasificación general \| \| Ciclista \| Ciclista \| Equipo \| Tiempo \| \| \| --------------------- \| --------------------- \| --------------------- \| --------------------- \| --------------------- \| \| 1.º \| Primož Roglič \| Jumbo-Visma \| 4 h 03 min 04 s \| \| \| 2.º \| Alex Aranburu \| Astana-Premier Tech \| + 5 s \| \| \| 3.º \| Brandon McNulty \| UAE Team Emirates \| + 6 s \| \| \| 4.º \| Tadej Pogačar \| UAE Team Emirates \| + 24 s \| \| \| 5.º \| Adam Yates \| Ineos Grenadiers \| + 28 s \| \| \| 6.º \| Maximilian Schachmann \| Bora-Hansgrohe \| + 31 s \| \| \| 7.º \| Jonas Vingegaard \| Jumbo-Visma \| + 32 s \| \| \| 8.º \| Omar Fraile \| Astana-Premier Tech \| + 34 s \| \| \| 9.º \| Wilco Kelderman \| Bora-Hansgrohe \| + 40 s \| \| \| 10.º \| Pello Bilbao \| Bahrain Victorious \| + 42 s \| \| |                       |                     |                 |
| |                       |                     |                 |
| Fuente: ProCyclingStats |                       |                     |                 |
| Clasificación general |                       |                     |                 |
| Ciclista | Ciclista              | Equipo              | Tiempo          |
| 1.º | Primož Roglič         | Jumbo-Visma         | 4 h 03 min 04 s |
| 2.º | Alex Aranburu         | Astana-Premier Tech | + 5 s           |
| 3.º | Brandon McNulty       | UAE Team Emirates   | + 6 s           |
| 4.º | Tadej Pogačar         | UAE Team Emirates   | + 24 s          |
| 5.º | Adam Yates            | Ineos Grenadiers    | + 28 s          |
| 6.º | Maximilian Schachmann | Bora-Hansgrohe      | + 31 s          |
| 7.º | Jonas Vingegaard      | Jumbo-Visma         | + 32 s          |
| 8.º | Omar Fraile           | Astana-Premier Tech | + 34 s          |
| 9.º | Wilco Kelderman       | Bora-Hansgrohe      | + 40 s          |
| 10.º | Pello Bilbao          | Bahrain Victorious  | + 42 s          |

### 3.ª etapa
| Amurrio - Llodio | etapa de media montaña | (167,7 km) |

| \| Clasificación de la etapa \| Clasificación de la etapa \| Clasificación de la etapa \| Clasificación de la etapa \| Clasificación de la etapa \| \| Ciclista \| Ciclista \| Equipo \| Tiempo \| \| \| ------------------------- \| ------------------------- \| ------------------------- \| ------------------------- \| ------------------------- \| \| 1.º \| Tadej Pogačar \| UAE Team Emirates \| 4 h 04 min 50 s \| \| \| 2.º \| Primož Roglič \| Jumbo-Visma \| + 0 s \| \| \| 3.º \| Alejandro Valverde \| Movistar Team \| + 5 s \| \| \| 4.º \| Adam Yates \| Ineos Grenadiers \| + 5 s \| \| \| 5.º \| Mikel Landa \| Bahrain Victorious \| + 5 s \| \| \| 6.º \| David Gaudu \| Groupama-FDJ \| + 8 s \| \| \| 7.º \| James Knox \| Deceuninck-Quick Step \| + 16 s \| \| \| 8.º \| Jonas Vingegaard \| Jumbo-Visma \| + 16 s \| \| \| 9.º \| Mauri Vansevenant \| Deceuninck-Quick Step \| + 16 s \| \| \| 10.º \| Brandon McNulty \| UAE Team Emirates \| + 18 s \| \| |                    |                       |                 |
| |                    |                       |                 |
| Fuente: ProCyclingStats |                    |                       |                 |
| Clasificación de la etapa |                    |                       |                 |
| Ciclista | Ciclista           | Equipo                | Tiempo          |
| 1.º | Tadej Pogačar      | UAE Team Emirates     | 4 h 04 min 50 s |
| 2.º | Primož Roglič      | Jumbo-Visma           | + 0 s           |
| 3.º | Alejandro Valverde | Movistar Team         | + 5 s           |
| 4.º | Adam Yates         | Ineos Grenadiers      | + 5 s           |
| 5.º | Mikel Landa        | Bahrain Victorious    | + 5 s           |
| 6.º | David Gaudu        | Groupama-FDJ          | + 8 s           |
| 7.º | James Knox         | Deceuninck-Quick Step | + 16 s          |
| 8.º | Jonas Vingegaard   | Jumbo-Visma           | + 16 s          |
| 9.º | Mauri Vansevenant  | Deceuninck-Quick Step | + 16 s          |
| 10.º | Brandon McNulty    | UAE Team Emirates     | + 18 s          |

| \| Clasificación general \| Clasificación general \| Clasificación general \| Clasificación general \| Clasificación general \| \| Ciclista \| Ciclista \| Equipo \| Tiempo \| \| \| --------------------- \| --------------------- \| --------------------- \| --------------------- \| --------------------- \| \| 1.º \| Primož Roglič \| Jumbo-Visma \| 8 h 07 min 48 s \| \| \| 2.º \| Tadej Pogačar \| UAE Team Emirates \| + 20 s \| \| \| 3.º \| Brandon McNulty \| UAE Team Emirates \| + 30 s \| \| \| 4.º \| Adam Yates \| Ineos Grenadiers \| + 39 s \| \| \| 5.º \| Alejandro Valverde \| Movistar Team \| + 50 s \| \| \| 6.º \| Jonas Vingegaard \| Jumbo-Visma \| + 54 s \| \| \| 7.º \| Mikel Landa \| Bahrain Victorious \| + 1 min 00 s \| \| \| 8.º \| Pello Bilbao \| Bahrain Victorious \| + 1 min 08 s \| \| \| 9.º \| Mauri Vansevenant \| Deceuninck-Quick Step \| + 1 min 09 s \| \| \| 10.º \| Maximilian Schachmann \| Bora-Hansgrohe \| + 1 min 09 s \| \| |                       |                       |                 |
| |                       |                       |                 |
| Fuente: ProCyclingStats |                       |                       |                 |
| Clasificación general |                       |                       |                 |
| Ciclista | Ciclista              | Equipo                | Tiempo          |
| 1.º | Primož Roglič         | Jumbo-Visma           | 8 h 07 min 48 s |
| 2.º | Tadej Pogačar         | UAE Team Emirates     | + 20 s          |
| 3.º | Brandon McNulty       | UAE Team Emirates     | + 30 s          |
| 4.º | Adam Yates            | Ineos Grenadiers      | + 39 s          |
| 5.º | Alejandro Valverde    | Movistar Team         | + 50 s          |
| 6.º | Jonas Vingegaard      | Jumbo-Visma           | + 54 s          |
| 7.º | Mikel Landa           | Bahrain Victorious    | + 1 min 00 s    |
| 8.º | Pello Bilbao          | Bahrain Victorious    | + 1 min 08 s    |
| 9.º | Mauri Vansevenant     | Deceuninck-Quick Step | + 1 min 09 s    |
| 10.º | Maximilian Schachmann | Bora-Hansgrohe        | + 1 min 09 s    |

### 4.ª etapa
| Vitoria - Fuenterrabía | etapa escarpada | (189,2 km) |

| \| Clasificación de la etapa \| Clasificación de la etapa \| Clasificación de la etapa \| Clasificación de la etapa \| Clasificación de la etapa \| \| Ciclista \| Ciclista \| Equipo \| Tiempo \| \| \| ------------------------- \| ------------------------- \| ---------------------------------- \| ------------------------- \| ------------------------- \| \| 1.º \| Ion Izagirre \| Astana-Premier Tech \| 4 h 17 min 07 s \| \| \| 2.º \| Pello Bilbao \| Bahrain Victorious \| + 0 s \| \| \| 3.º \| Brandon McNulty \| UAE Team Emirates \| + 0 s \| \| \| 4.º \| Jonas Vingegaard \| Jumbo-Visma \| + 0 s \| \| \| 5.º \| Emanuel Buchmann \| Bora-Hansgrohe \| + 0 s \| \| \| 6.º \| Esteban Chaves \| BikeExchange \| + 2 s \| \| \| 7.º \| Patrick Bevin \| Israel Start-Up Nation \| + 49 s \| \| \| 8.º \| James Knox \| Deceuninck-Quick Step \| + 49 s \| \| \| 9.º \| Quinten Hermans \| Intermarché-Wanty-Gobert Matériaux \| + 49 s \| \| \| 10.º \| Alejandro Valverde \| Movistar Team \| + 49 s \| \| |                    |                                    |                 |
| |                    |                                    |                 |
| Fuente: ProCyclingStats |                    |                                    |                 |
| Clasificación de la etapa |                    |                                    |                 |
| Ciclista | Ciclista           | Equipo                             | Tiempo          |
| 1.º | Ion Izagirre       | Astana-Premier Tech                | 4 h 17 min 07 s |
| 2.º | Pello Bilbao       | Bahrain Victorious                 | + 0 s           |
| 3.º | Brandon McNulty    | UAE Team Emirates                  | + 0 s           |
| 4.º | Jonas Vingegaard   | Jumbo-Visma                        | + 0 s           |
| 5.º | Emanuel Buchmann   | Bora-Hansgrohe                     | + 0 s           |
| 6.º | Esteban Chaves     | BikeExchange                       | + 2 s           |
| 7.º | Patrick Bevin      | Israel Start-Up Nation             | + 49 s          |
| 8.º | James Knox         | Deceuninck-Quick Step              | + 49 s          |
| 9.º | Quinten Hermans    | Intermarché-Wanty-Gobert Matériaux | + 49 s          |
| 10.º | Alejandro Valverde | Movistar Team                      | + 49 s          |

| \| Clasificación general \| Clasificación general \| Clasificación general \| Clasificación general \| Clasificación general \| \| Ciclista \| Ciclista \| Equipo \| Tiempo \| \| \| --------------------- \| --------------------- \| --------------------- \| --------------------- \| --------------------- \| \| 1.º \| Brandon McNulty \| UAE Team Emirates \| 12 h 25 min 21 s \| \| \| 2.º \| Primož Roglič \| Jumbo-Visma \| + 23 s \| \| \| 3.º \| Jonas Vingegaard \| Jumbo-Visma \| + 28 s \| \| \| 4.º \| Pello Bilbao \| Bahrain Victorious \| + 36 s \| \| \| 5.º \| Tadej Pogačar \| UAE Team Emirates \| + 43 s \| \| \| 6.º \| Adam Yates \| Ineos Grenadiers \| + 1 min 02 s \| \| \| 7.º \| Emanuel Buchmann \| Bora-Hansgrohe \| + 1 min 07 s \| \| \| 8.º \| Alejandro Valverde \| Movistar Team \| + 1 min 13 s \| \| \| 9.º \| Ion Izagirre \| Astana-Premier Tech \| + 1 min 15 s \| \| \| 10.º \| Mikel Landa \| Bahrain Victorious \| + 1 min 23 s \| \| |                    |                     |                  |
| |                    |                     |                  |
| Fuente: ProCyclingStats |                    |                     |                  |
| Clasificación general |                    |                     |                  |
| Ciclista | Ciclista           | Equipo              | Tiempo           |
| 1.º | Brandon McNulty    | UAE Team Emirates   | 12 h 25 min 21 s |
| 2.º | Primož Roglič      | Jumbo-Visma         | + 23 s           |
| 3.º | Jonas Vingegaard   | Jumbo-Visma         | + 28 s           |
| 4.º | Pello Bilbao       | Bahrain Victorious  | + 36 s           |
| 5.º | Tadej Pogačar      | UAE Team Emirates   | + 43 s           |
| 6.º | Adam Yates         | Ineos Grenadiers    | + 1 min 02 s     |
| 7.º | Emanuel Buchmann   | Bora-Hansgrohe      | + 1 min 07 s     |
| 8.º | Alejandro Valverde | Movistar Team       | + 1 min 13 s     |
| 9.º | Ion Izagirre       | Astana-Premier Tech | + 1 min 15 s     |
| 10.º | Mikel Landa        | Bahrain Victorious  | + 1 min 23 s     |

### 5.ª etapa
| Fuenterrabía - Ondárroa | etapa escarpada | (160,2 km) |

| \| Clasificación de la etapa \| Clasificación de la etapa \| Clasificación de la etapa \| Clasificación de la etapa \| Clasificación de la etapa \| \| Ciclista \| Ciclista \| Equipo \| Tiempo \| \| \| ------------------------- \| ------------------------- \| ------------------------- \| ------------------------- \| ------------------------- \| \| 1.º \| Mikkel Honoré \| Deceuninck-Quick Step \| 3 h 39 min 54 s \| \| \| 2.º \| Josef Černý \| Deceuninck-Quick Step \| + 0 s \| \| \| 3.º \| Julien Bernard \| Trek-Segafredo \| + 17 s \| \| \| 4.º \| Daryl Impey \| Israel Start-Up Nation \| + 28 s \| \| \| 5.º \| Simon Clarke \| Qhubeka Assos \| + 28 s \| \| \| 6.º \| Stefano Oldani \| Lotto-Soudal \| + 28 s \| \| \| 7.º \| Primož Roglič \| Jumbo-Visma \| + 28 s \| \| \| 8.º \| Julien Simon \| Total Direct Énergie \| + 28 s \| \| \| 9.º \| Magnus Cort \| EF Education-Nippo \| + 28 s \| \| \| 10.º \| Tadej Pogačar \| UAE Team Emirates \| + 28 s \| \| |                |                        |                 |
| |                |                        |                 |
| Fuente: ProCyclingStats |                |                        |                 |
| Clasificación de la etapa |                |                        |                 |
| Ciclista | Ciclista       | Equipo                 | Tiempo          |
| 1.º | Mikkel Honoré  | Deceuninck-Quick Step  | 3 h 39 min 54 s |
| 2.º | Josef Černý    | Deceuninck-Quick Step  | + 0 s           |
| 3.º | Julien Bernard | Trek-Segafredo         | + 17 s          |
| 4.º | Daryl Impey    | Israel Start-Up Nation | + 28 s          |
| 5.º | Simon Clarke   | Qhubeka Assos          | + 28 s          |
| 6.º | Stefano Oldani | Lotto-Soudal           | + 28 s          |
| 7.º | Primož Roglič  | Jumbo-Visma            | + 28 s          |
| 8.º | Julien Simon   | Total Direct Énergie   | + 28 s          |
| 9.º | Magnus Cort    | EF Education-Nippo     | + 28 s          |
| 10.º | Tadej Pogačar  | UAE Team Emirates      | + 28 s          |

| \| Clasificación general \| Clasificación general \| Clasificación general \| Clasificación general \| Clasificación general \| \| Ciclista \| Ciclista \| Equipo \| Tiempo \| \| \| --------------------- \| --------------------- \| --------------------- \| --------------------- \| --------------------- \| \| 1.º \| Brandon McNulty \| UAE Team Emirates \| 16 h 05 min 43 s \| \| \| 2.º \| Primož Roglič \| Jumbo-Visma \| + 23 s \| \| \| 3.º \| Jonas Vingegaard \| Jumbo-Visma \| + 28 s \| \| \| 4.º \| Pello Bilbao \| Bahrain Victorious \| + 36 s \| \| \| 5.º \| Tadej Pogačar \| UAE Team Emirates \| + 43 s \| \| \| 6.º \| Adam Yates \| Ineos Grenadiers \| + 1 min 02 s \| \| \| 7.º \| Emanuel Buchmann \| Bora-Hansgrohe \| + 1 min 07 s \| \| \| 8.º \| Alejandro Valverde \| Movistar Team \| + 1 min 13 s \| \| \| 9.º \| Ion Izagirre \| Astana-Premier Tech \| + 1 min 15 s \| \| \| 10.º \| Mikel Landa \| Bahrain Victorious \| + 1 min 23 s \| \| |                    |                     |                  |
| |                    |                     |                  |
| Fuente: ProCyclingStats |                    |                     |                  |
| Clasificación general |                    |                     |                  |
| Ciclista | Ciclista           | Equipo              | Tiempo           |
| 1.º | Brandon McNulty    | UAE Team Emirates   | 16 h 05 min 43 s |
| 2.º | Primož Roglič      | Jumbo-Visma         | + 23 s           |
| 3.º | Jonas Vingegaard   | Jumbo-Visma         | + 28 s           |
| 4.º | Pello Bilbao       | Bahrain Victorious  | + 36 s           |
| 5.º | Tadej Pogačar      | UAE Team Emirates   | + 43 s           |
| 6.º | Adam Yates         | Ineos Grenadiers    | + 1 min 02 s     |
| 7.º | Emanuel Buchmann   | Bora-Hansgrohe      | + 1 min 07 s     |
| 8.º | Alejandro Valverde | Movistar Team       | + 1 min 13 s     |
| 9.º | Ion Izagirre       | Astana-Premier Tech | + 1 min 15 s     |
| 10.º | Mikel Landa        | Bahrain Victorious  | + 1 min 23 s     |

### 6.ª etapa
| Ondárroa - Arrate | etapa de montaña | (111,9 km) |

| \| Clasificación de la etapa \| Clasificación de la etapa \| Clasificación de la etapa \| Clasificación de la etapa \| Clasificación de la etapa \| \| Ciclista \| Ciclista \| Equipo \| Tiempo \| \| \| ------------------------- \| ------------------------- \| ------------------------- \| ------------------------- \| ------------------------- \| \| 1.º \| David Gaudu \| Groupama-FDJ \| 3 h 05 min 42 s \| \| \| 2.º \| Primož Roglič \| Jumbo-Visma \| + 0 s \| \| \| 3.º \| Alejandro Valverde \| Movistar Team \| + 35 s \| \| \| 4.º \| Adam Yates \| Ineos Grenadiers \| + 35 s \| \| \| 5.º \| Tadej Pogačar \| UAE Team Emirates \| + 35 s \| \| \| 6.º \| Jonas Vingegaard \| Jumbo-Visma \| + 35 s \| \| \| 7.º \| Pello Bilbao \| Bahrain Victorious \| + 1 min 03 s \| \| \| 8.º \| Esteban Chaves \| BikeExchange \| + 1 min 05 s \| \| \| 9.º \| Mikel Landa \| Bahrain Victorious \| + 1 min 05 s \| \| \| 10.º \| Mauri Vansevenant \| Deceuninck-Quick Step \| + 1 min 55 s \| \| |                    |                       |                 |
| |                    |                       |                 |
| Fuente: ProCyclingStats |                    |                       |                 |
| Clasificación de la etapa |                    |                       |                 |
| Ciclista | Ciclista           | Equipo                | Tiempo          |
| 1.º | David Gaudu        | Groupama-FDJ          | 3 h 05 min 42 s |
| 2.º | Primož Roglič      | Jumbo-Visma           | + 0 s           |
| 3.º | Alejandro Valverde | Movistar Team         | + 35 s          |
| 4.º | Adam Yates         | Ineos Grenadiers      | + 35 s          |
| 5.º | Tadej Pogačar      | UAE Team Emirates     | + 35 s          |
| 6.º | Jonas Vingegaard   | Jumbo-Visma           | + 35 s          |
| 7.º | Pello Bilbao       | Bahrain Victorious    | + 1 min 03 s    |
| 8.º | Esteban Chaves     | BikeExchange          | + 1 min 05 s    |
| 9.º | Mikel Landa        | Bahrain Victorious    | + 1 min 05 s    |
| 10.º | Mauri Vansevenant  | Deceuninck-Quick Step | + 1 min 55 s    |

## Clasificaciones finales
- Las clasificaciones finalizaron de la siguiente forma:[4]

### Clasificación general
| \| Clasificación general \| Clasificación general \| Clasificación general \| Clasificación general \| Clasificación general \| \| Ciclista \| Ciclista \| Equipo \| Tiempo \| \| \| --------------------- \| ----------------------- \| ---------------------- \| --------------------- \| --------------------- \| \| 1.º \| Primož Roglič \| Jumbo-Visma \| 19 h 11 min 36 s \| \| \| 2.º \| Jonas Vingegaard \| Jumbo-Visma \| + 52 s \| \| \| 3.º \| Tadej Pogačar \| UAE Team Emirates \| + 1 min 07 s \| \| \| 4.º \| Adam Yates \| Ineos Grenadiers \| + 1 min 26 s \| \| \| 5.º \| David Gaudu \| Groupama-FDJ \| + 1 min 27 s \| \| \| 6.º \| Pello Bilbao \| Bahrain Victorious \| + 1 min 28 s \| \| \| 7.º \| Alejandro Valverde \| Movistar Team \| + 1 min 33 s \| \| \| 8.º \| Mikel Landa \| Bahrain Victorious \| + 2 min 17 s \| \| \| 9.º \| Esteban Chaves \| BikeExchange \| + 2 min 38 s \| \| \| 10.º \| Ion Izagirre \| Astana-Premier Tech \| + 2 min 59 s \| \| \| 11.º \| Mauri Vansevenant \| Deceuninck-Quick Step \| + 3 min 16 s \| \| \| 12.º \| Hugh Carthy \| EF Education-Nippo \| + 4 min 19 s \| \| \| 13.º \| Emanuel Buchmann \| Bora-Hansgrohe \| + 5 min 01 s \| \| \| 14.º \| James Knox \| Deceuninck-Quick Step \| + 5 min 32 s \| \| \| 15.º \| Jakob Fuglsang \| Astana-Premier Tech \| + 5 min 54 s \| \| \| 16.º \| Rubén Fernández Andújar \| Cofidis \| + 5 min 57 s \| \| \| 17.º \| Brandon McNulty \| UAE Team Emirates \| + 7 min 46 s \| \| \| 18.º \| Enric Mas \| Movistar Team \| + 8 min 04 s \| \| \| 19.º \| Richard Carapaz \| Ineos Grenadiers \| + 9 min 37 s \| \| \| 20.º \| Patrick Bevin \| Israel Start-Up Nation \| + 9 min 46 s \| \| \| 21.º \| Gino Mäder \| Bahrain Victorious \| + 12 min 02 s \| \| \| 22.º \| Pierre Latour \| Total Direct Énergie \| + 13 min 17 s \| \| \| 23.º \| Ben O'Connor \| AG2R Citroën Team \| + 15 min 38 s \| \| \| 24.º \| Fabio Aru \| Qhubeka Assos \| + 16 min 24 s \| \| \| 25.º \| Sam Oomen \| Jumbo-Visma \| + 16 min 46 s \| \| |                         |                        |                  |
| |                         |                        |                  |
| Fuente: ProCyclingStats |                         |                        |                  |
| Clasificación general |                         |                        |                  |
| Ciclista | Ciclista                | Equipo                 | Tiempo           |
| 1.º | Primož Roglič           | Jumbo-Visma            | 19 h 11 min 36 s |
| 2.º | Jonas Vingegaard        | Jumbo-Visma            | + 52 s           |
| 3.º | Tadej Pogačar           | UAE Team Emirates      | + 1 min 07 s     |
| 4.º | Adam Yates              | Ineos Grenadiers       | + 1 min 26 s     |
| 5.º | David Gaudu             | Groupama-FDJ           | + 1 min 27 s     |
| 6.º | Pello Bilbao            | Bahrain Victorious     | + 1 min 28 s     |
| 7.º | Alejandro Valverde      | Movistar Team          | + 1 min 33 s     |
| 8.º | Mikel Landa             | Bahrain Victorious     | + 2 min 17 s     |
| 9.º | Esteban Chaves          | BikeExchange           | + 2 min 38 s     |
| 10.º | Ion Izagirre            | Astana-Premier Tech    | + 2 min 59 s     |
| 11.º | Mauri Vansevenant       | Deceuninck-Quick Step  | + 3 min 16 s     |
| 12.º | Hugh Carthy             | EF Education-Nippo     | + 4 min 19 s     |
| 13.º | Emanuel Buchmann        | Bora-Hansgrohe         | + 5 min 01 s     |
| 14.º | James Knox              | Deceuninck-Quick Step  | + 5 min 32 s     |
| 15.º | Jakob Fuglsang          | Astana-Premier Tech    | + 5 min 54 s     |
| 16.º | Rubén Fernández Andújar | Cofidis                | + 5 min 57 s     |
| 17.º | Brandon McNulty         | UAE Team Emirates      | + 7 min 46 s     |
| 18.º | Enric Mas               | Movistar Team          | + 8 min 04 s     |
| 19.º | Richard Carapaz         | Ineos Grenadiers       | + 9 min 37 s     |
| 20.º | Patrick Bevin           | Israel Start-Up Nation | + 9 min 46 s     |
| 21.º | Gino Mäder              | Bahrain Victorious     | + 12 min 02 s    |
| 22.º | Pierre Latour           | Total Direct Énergie   | + 13 min 17 s    |
| 23.º | Ben O'Connor            | AG2R Citroën Team      | + 15 min 38 s    |
| 24.º | Fabio Aru               | Qhubeka Assos          | + 16 min 24 s    |
| 25.º | Sam Oomen               | Jumbo-Visma            | + 16 min 46 s    |

### Clasificación por puntos
| Clasificación por puntos | Clasificación por puntos | Clasificación por puntos | Clasificación por puntos | Clasificación por puntos |
| Ciclista                 | Ciclista                 | Equipo                   | Puntos                   |                          |
| ------------------------ | ------------------------ | ------------------------ | ------------------------ | ------------------------ |
| 1.º                      | Primož Roglič            | Jumbo-Visma              | 106 pts                  |                          |
| 2.º                      | Tadej Pogačar            | UAE Team Emirates        | 75 pts                   |                          |
| 3.º                      | David Gaudu              | Groupama-FDJ             | 61 pts                   |                          |
| 4.º                      | Jonas Vingegaard         | Jumbo-Visma              | 48 pts                   |                          |
| 5.º                      | Alejandro Valverde       | Movistar Team            | 44 pts                   |                          |
| 6.º                      | Brandon McNulty          | UAE Team Emirates        | 42 pts                   |                          |
| 7.º                      | Adam Yates               | Ineos Grenadiers         | 41 pts                   |                          |
| 8.º                      | Alex Aranburu            | Astana-Premier Tech      | 37 pts                   |                          |
| 9.º                      | Pello Bilbao             | Bahrain Victorious       | 36 pts                   |                          |
| 10.º                     | Ion Izagirre             | Astana-Premier Tech      | 35 pts                   |                          |

### Clasificación de la montaña
| Clasificación de la montaña | Clasificación de la montaña | Clasificación de la montaña        | Clasificación de la montaña | Clasificación de la montaña |
| Ciclista                    | Ciclista                    | Equipo                             | Puntos                      |                             |
| --------------------------- | --------------------------- | ---------------------------------- | --------------------------- | --------------------------- |
| 1.º                         | Primož Roglič               | Jumbo-Visma                        | 34 pts                      |                             |
| 2.º                         | Tadej Pogačar               | UAE Team Emirates                  | 27 pts                      |                             |
| 3.º                         | David Gaudu                 | Groupama-FDJ                       | 20 pts                      |                             |
| 4.º                         | Hugh Carthy                 | EF Education-Nippo                 | 17 pts                      |                             |
| 5.º                         | Antwan Tolhoek              | Jumbo-Visma                        | 15 pts                      |                             |
| 6.º                         | Quinten Hermans             | Intermarché-Wanty-Gobert Matériaux | 14 pts                      |                             |
| 7.º                         | Brandon McNulty             | UAE Team Emirates                  | 12 pts                      |                             |
| 8.º                         | Patrick Bevin               | Israel Start-Up Nation             | 11 pts                      |                             |
| 9.º                         | Ben O'Connor                | AG2R Citroën Team                  | 11 pts                      |                             |
| 10.º                        | Alejandro Valverde          | Movistar Team                      | 11 pts                      |                             |

### Clasificación sub-23
| Clasificación sub-23 | Clasificación sub-23 | Clasificación sub-23  | Clasificación sub-23 | Clasificación sub-23 |
| Ciclista             | Ciclista             | Equipo                | Tiempo               |                      |
| -------------------- | -------------------- | --------------------- | -------------------- | -------------------- |
| 1.º                  | Jonas Vingegaard     | Jumbo-Visma           | 19 h 12 min 28 s     |                      |
| 2.º                  | Tadej Pogačar        | UAE Team Emirates     | + 15 s               |                      |
| 3.º                  | David Gaudu          | Groupama-FDJ          | + 35 s               |                      |
| 4.º                  | Mauri Vansevenant    | Deceuninck-Quick Step | + 2 min 24 s         |                      |
| 5.º                  | Brandon McNulty      | UAE Team Emirates     | + 6 min 54 s         |                      |
| 6.º                  | Gino Mäder           | Bahrain Victorious    | + 11 min 10 s        |                      |
| 7.º                  | Sergio Higuita       | EF Education-Nippo    | + 16 min 22 s        |                      |
| 8.º                  | Ilan Van Wilder      | Team DSM              | + 16 min 38 s        |                      |
| 9.º                  | Mark Donovan         | Team DSM              | + 20 min 30 s        |                      |
| 10.º                 | Edward Dunbar        | Ineos Grenadiers      | + 28 min 00 s        |                      |

### Clasificación por equipos
| Clasificación por equipos | Clasificación por equipos | Clasificación por equipos | Clasificación por equipos |
| Equipo                    | Equipo                    | Tiempo                    |                           |
| ------------------------- | ------------------------- | ------------------------- | ------------------------- |
| 1.º                       | Jumbo-Visma               | 57 h 47 min 23 s          |                           |
| 2.º                       | Bahrain Victorious        | + 3 min 18 s              |                           |
| 3.º                       | UAE Team Emirates         | + 18 min 04 s             |                           |
| 4.º                       | Astana-Premier Tech       | + 18 min 26 s             |                           |
| 5.º                       | Deceuninck-Quick Step     | + 20 min 04 s             |                           |
| 6.º                       | Movistar Team             | + 23 min 14 s             |                           |
| 7.º                       | Ineos Grenadiers          | + 26 min 53 s             |                           |
| 8.º                       | Cofidis                   | + 30 min 30 s             |                           |
| 9.º                       | Bora-Hansgrohe            | + 32 min 45 s             |                           |
| 10.º                      | Team BikeExchange         | + 53 min 34 s             |                           |

## Evolución de las clasificaciones
| Etapa                   |                         | Ganador _     | Clasificación general | Puntos        | Montaña               | Jóvenes          | Equipo _            |
| ----------------------- | ----------------------- | ------------- | --------------------- | ------------- | --------------------- | ---------------- | ------------------- |
| 1.ª etapa               | cronoescalada           | Primož Roglič | Primož Roglič         | Primož Roglič | Tadej Pogačar         | Brandon McNulty  | Jumbo-Visma         |
| 2.ª etapa               | etapa escarpada         | Alex Aranburu | Primož Roglič         | Primož Roglič | Maximilian Schachmann | Brandon McNulty  | Astana-Premier Tech |
| 3.ª etapa               | etapa de media montaña  | Tadej Pogačar | Primož Roglič         | Primož Roglič | Tadej Pogačar         | Tadej Pogačar    | Jumbo-Visma         |
| 4.ª etapa               | etapa escarpada         | Ion Izagirre  | Brandon McNulty       | Primož Roglič | Tadej Pogačar         | Brandon McNulty  | Jumbo-Visma         |
| 5.ª etapa               | etapa escarpada         | Mikkel Honoré | Brandon McNulty       | Primož Roglič | Tadej Pogačar         | Brandon McNulty  | Jumbo-Visma         |
| 6.ª etapa               | etapa de montaña        | David Gaudu   | Primož Roglič         | Primož Roglič | Primož Roglič         | Jonas Vingegaard | Jumbo-Visma         |
| Clasificaciones finales | Clasificaciones finales |               | Primož Roglič         | Primož Roglič | Primož Roglič         | Jonas Vingegaard | Jumbo-Visma         |

## Ciclistas participantes y posiciones finales
Convenciones:
- AB-N: Abandono en la etapa "N"
- FLT-N: Retiro por arribo fuera del límite de tiempo en la etapa "N"
- NTS-N: No tomó la salida para la etapa "N"
- DES-N: Descalificado o expulsado en la etapa "N"

## UCI World Ranking
La Vuelta al País Vasco otorgó puntos para el UCI World Ranking para corredores de los equipos en las categorías UCI WorldTeam, UCI ProTeam y Continental. Las siguientes tablas son el baremo de puntuación y los 10 corredores que obtuvieron más puntos:
| Posición              | 1.º | 2.º | 3.º | 4.º | 5.º | 6.º | 7.º | 8.º | 9.º | 10.º | 11.º | 12.º | 13.º | 14.º | 15.º | 16.º-20.º | 21.º-30.º | 31.º-50.º | 51.º-55.º | 56.º-60.º |
| Clasificación general | 400 | 320 | 260 | 220 | 180 | 140 | 120 | 100 | 80  | 68   | 56   | 48   | 40   | 32   | 28   | 24        | 16        | 8         | 4         | 2         |
| Por etapa             | 50  | 20  | 8   |     |     |     |     |     |     |      |      |      |      |      |      |           |           |           |           |           |
| Líder                 | 8   |     |     |     |     |     |     |     |     |      |      |      |      |      |      |           |           |           |           |           |

| Clasificación |                    |                     |         |       |       |       |
| Posición      | Ciclista           | Equipo              | General | Etapa | Líder | Total |
| ------------- | ------------------ | ------------------- | ------- | ----- | ----- | ----- |
| 1.º           | Primož Roglič      | Jumbo-Visma         | 400     | 90    | 24    | 514   |
| 2.º           | Jonas Vingegaard   | Jumbo-Visma         | 320     | 8     | -     | 328   |
| 3.º           | Tadej Pogačar      | UAE Emirates        | 260     | 58    | -     | 318   |
| 4.º           | David Gaudu        | Groupama-FDJ        | 180     | 50    | -     | 230   |
| 5.º           | INEOS Grenadiers   | INEOS Grenadiers    | 220     | -     | -     | 220   |
| 6.º           | Pello Bilbao       | Bahrain Victorious  | 140     | 20    | -     | 160   |
| 7.º           | Alejandro Valverde | Movistar            | 120     | 16    | -     | 136   |
| 8.º           | Ion Izagirre       | Astana-Premier Tech | 68      | 50    | -     | 118   |
| 9.º           | Mikel Landa        | Bahrain Victorious  | 100     | -     | -     | 100   |
| 10.º          | Esteban Chaves     | BikeExchange        | 80      | -     | -     | 80    |